# 杏仁孔
杏仁孔，又稱為小杏仁孔、杏仁状體，是指火山岩或其他噴出火成岩中的杏仁状氣泡孔隙被次生礦物充填，如方解石、石英、綠泥石或沸石等。杏仁状體通常是在岩石形成后再充填的。火成岩中的氣泡孔隙是由岩漿所含氣體或水氣到地面降壓后膨脹而形成。